# Isla Ush
La isla Ush (del ruso: Остров Уш; Ostrov Ush) es una isla en la costa norte de la isla de Sajalín. La isla Ush se encuentra entre una bahía y el mar de Ojotsk, en la desembocadura del golfo de Sajalín.
La isla se extiende aproximadamente de este a oeste con 14 km de longitud y una anchura media de 2,6 km. La ciudad de Moskal'vo y una línea de ferrocarril se encuentran en la pequeña península más allá del canal que separa la isla de Ush del continente en su lado oriental.
Administrativamente la isla Ush pertenece al óblast de Sajalín de la Federación de Rusia.